# Karina Boriszovna Aznavurjan
Karina Boriszovna Aznavurjan (oroszul: Карина Борисовна Азнавурян; Baku, 1974. szeptember 20. –) világ- és Európa-bajnok, kétszeres olimpiai bajnok orosz párbajtőrvívónő, a 2000-es és a 2004-es nyári olimpiai játékokon nyert aranyérmet.

## Családja
Apja örmény, anyja azeri nemzetiségű. 10 évesen Bakıban kezdett el tőrvívással foglalkozni. Edzője Olga Nyikolajevna Matlina volt. Az 1990-es örményellenes pogrom idején családjával együtt Oroszországba, Moszkvába költözött.

## Sportpályafutása
Moszkvában fegyvernemet váltott, a tőrt párbajtőrre cserélte, és Vitalij Kiszljunyin lett az edzője. Később Alekszandr Kiszljunyin irányítása alatt edzett. 1994-ben került be az orosz válogatottba. 1996-ban indult először az olimpiai játékokon. Az atlantai nyári olimpián bronzérmet nyert az orosz párbajtőrcsapat tagjaként. 1997-ben a nyári Universiadén mind csapatban, mind egyéniben ezüstérmet nyert.
Az orosz párbajtőrvívó-csapat tagjaként a 2000-es Sydney-i és a 2004-es athéni nyári olimpián is aranyérmet szerzett. Csapatban 2003-ban világbajnokságot, 2004-ben Európa-bajnokságot nyert, 2002-ben pedig Európa-bajnoki ezüstérmes volt.
A 2008-as pekingi nyári olimpiai játékokra gerincvelő-sérülése miatt nem tudott egyéni kvalifikációt szerezni, csapatban pedig a női párbajtőrvívás nem szerepelt az olimpia versenyszámai között. Az Orosz Állami Testnevelési Akadémián szerzett felsőfokú végzettséget.